# Muang Hôm
Muang Hôm är ett distrikt i Laos.   Det ligger i provinsen Vientiane, i den västra delen av landet, 110 km nordost om huvudstaden Vientiane.